# Степанов, Никита Андреевич
Никита Андреевич Степа́нов (13 октября 1913 года, дер. Васильевка — 22 сентября 1953 года) — помощник командира сабельного взвода 58-го кавалерийского полка (16-я гвардейская кавалерийская дивизия, 7-й гвардейский кавалерийский корпус, 61-я армия, Центральный фронт), гвардии старший сержант, Герой Советского Союза.

## Биография
Никита Андреевич Степанов родился 13 октября 1913 года в деревне Васильевка ныне Ермекеевского района Башкирии. Русский. Получил начальное образование. До призыва в армию работал в колхозе.
В Красной Армию призван в январе 1942 года Ермекеевским райвоенкоматом.
На фронте Великой Отечественной войны с марта 1943 года.
Помощник командира сабельного взвода 58-го кавалерийского полка (16-я гвардейская кавалерийская дивизия, 7-й гвардейский кавалерийский корпус, 61-я армия, Центральный фронт) гвардии старший сержант Н. А. Степанов особо отличился при выполнении сложных задач в разведке при подготовке к форсированию реки Днепр 26 сентября 1943 года у деревни Нивки Гомельской области.
После войны вернулся в деревню Васильевку, работал объездчиком в Ермекеевском лесничестве.
Умер 22 сентября 1953 года, похоронен в деревне Васильевка.

## Подвиг
«…При форсировании реки Днепр… тов. Степанов под покровом ночи вдвоём с товарищем переправился на рыбачьей лодке на правый берег, действуя осторожно и смело, вошёл в траншею противника, заколол одного солдата ножом и одного захватил в плен, и переправил его на правый берег Днепра, доставил в штаб полка.
В бою за населённый пункт Галки тов. Степанов получил задачу вдвоём с товарищем перебраться в тыл противника и установить местонахождение его огневых точек. Ночью они вышли на выполнение задачи. Сняв бесшумно 2-х человек, смелые разведчики зашли в тыл фашистов… Установив точно местонахождение огневых точек, разведчики утром вернулись в полк, а спустя полчаса наши артиллеристы громили огневые точки противника».
Указом Президиума Верховного Совета СССР «О присвоении звания Героя Советского Союза генералам, офицерскому, сержантскому и рядовому составу Красной Армии» от 15 января 1944 года за «образцовое выполнение боевых заданий командования на фронте борьбы с немецкими захватчиками и проявленными при этом отвагу и геройство» удостоен звания Героя Советского Союза.

## Награды
- Медаль «Золотая Звезда» Героя Советского Союза (15.01.1944)[2];
- орден Ленина (15.01.1944).

## Память
Именем Героя названа улица в с. Ермекеево; его имя высечено на мраморной плите, установленной в одном из залов Белорусского государственного музея Великой Отечественной войны.